# Constance Bache
Constance Bache (prononcé en anglais : /ˈbeɪtʃ/), parfois orthgraphiée Constance Bach, née le 11 mars 1846 à Edgbaston et morte le 28 ou 30 juin 1903, est une compositrice, pianiste, professeure, traductrice et biographe anglaise.

## Jeunesse et éducation
Constance Bache naît à Fairview House, Hagley Road, Edgbaston, le 11 mars 1846 à Edgbaston. Elle est la fille de Samuel Bache (en) (1804-1876), pasteur unitarien à l'Église du Messie (en) de Birmingham . Elle est la sœur de Francis Edward Bache et Walter Bache; un oncle du côté de sa mère est James Martineau. En plus d'étudier auprès de son frère Walter et de James Stimpson (en) de Birmingham, elle étudie au Conservatoire de Munich, puis auprès de Karl Klindworth et Frits Hartvigson (en).

## Carrière
À la suite d'une blessure à la main droite, Bache renonce à se produire en public, à l'exception des concerts occasionnels de Birmingham. En 1883, elle s'installe à Londres, où elle se lance dans l'enseignement et les travaux de littérature musicale. Bache a beaucoup de succès en tant que traductrice de l'allemand vers l'anglais. Parmi ses réalisations, on peut citer les livrets de « St. Elisabeth » de Franz Liszt, « Bastian et Bastienne » de Wolfgang Amadeus Mozart, « Hansel et Gretel » d'Engelbert Humperdinck, « Le pèlerinage de la rose » de Robert Schumann et des scènes du « Faust » de Johann Wolfgang von Goethe, ainsi que les « Lettres » de Liszt ; les analyses de Heintz sur les œuvres de Richard Wagner ; le « Catéchisme de la musique » de Johann Christian Lobe (en) ; les annotations de Hans von Bülow sur Cramer et Frédéric Chopin. Elle écrit une biographie de ses deux frères, Brother Musicians: Reminiscences of Edward and Walter Bache, publiée en 1901,.
Elle donne des conférences sur les « compositeurs russes modernes » et l'un des derniers actes de sa vie est la rédaction d'une « appréciation » de son vieil ami, Alfred James Hipkins, dans les colonnes du numéro de juillet du Monthly Musical Record . Après avoir été malade pendant cinq jours, elle décède à Montreux, le 28 juin 1903, à 57 ans.